# Чемпионат Санкт-Петербурга по футболу 1911
Чемпионат Санкт-Петербурга по футболу 1911 стал ХI-м первенством города.
Он был проведён совместно Санкт-Петербургской футбол-лигой (ПФЛ) и Всероссийским обществом футболистов-любителей (ВОФЛ) с розыгрышем специально утверждённого приза — кубка Макферсона.
Победителем впервые стал клуб «Меркур».

## Организация и проведение турнира
Двухлетний раскол в петербургском футболе привел к целому ряду негативных тенденций: соревновательная ценность проводимых лигами турниров была сравнительно невысока, зрительский интерес снижался (и пропорционально уменьшался коммерческий эффект и сборы); тревожным звонком был существенный отток в прежде почти исключительно «английскую» лигу ВОФЛ целого ряда русских игроков и целых команд («Меркур»). Поэтому уже с начала нового сезона Петербургская футбол-лига пересмотрела свою прежнюю позицию и начала энергичные поиски компромисса с альтернативной лигой —  был создан так называемый Примирительный комитет, включавший по четыре представителя от каждой из конкурирующих организаций под председательством приглашённого со стороны спортивного организатора и мецената Артура Макферсона. В результате разногласия были практически полностью устранены и под временным руководством данного объединённого комитета был организован осенний чемпионат с участием всех ведуших петербургских клубов на кубок, пожалованный председателем А.Макферсоном.

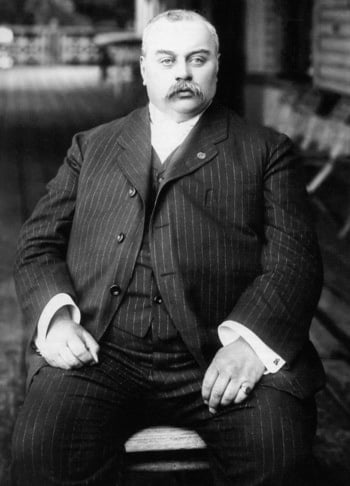
Артур Макферсон

В класс «А» (высший соревновательный уровень) были включенны сильнейшие представители обеих лиг
- «Невский» (ВОФЛ)
- «Нева» (ВОФЛ)
- «Меркур» (ВОФЛ)
- «Спорт» (ПФЛ)
- «Унитас» (ПФЛ)
- «Коломяги» (ПФЛ)
- «Нарва» (ПФЛ)

Клуб «Виктория» перед началом осенней части сезона распался, а удельнинские клубы «Надежда» и «Удельная» объединились, дав начало легендарному «Унитасу».
Объединённый чемпионат был запланирован в виде однокругового турнира. Затем клубы каждой из лиг разыгрывали дополнительно свои традиционные кубки — Аспдена (ПФЛ) и Николсона (ВОФЛ) — при этом матчи кубка Макферсона между командами соответствующих лиг выступали как первый круг этих соревнований.
Были также разыграны турниры для вторых и третьих команд класса «А» (по пять участников).
В классе «Б» выступали восемь клубов (шесть «русских» и два «английских»), разыгравших первенства среди первых и вторых команд.
Всего в чемпионате участвовали 15 клубов, выставивших в общей сложности 32 команды (более 500 футболистов) на пяти соревновательных уровнях.

## Ход турнира

### Кубок Макферсона
Турнир стартовал 6 августа (основная его часть прошла с 4 по 25 сентября) и проходил по «круговой системе» в один круг. Успех сопутствовал представителям ВОФЛ — «русскому» «Меркуру» и «английскому» «Невскому», сумевших уверенно победить фаворита ПФЛ «Спорт» на его поле (6:1 и 3:1 соответственно). Успех этим клубам, по свидетельству источников, принес ровный сыгранный состав. Лишь «Нарва», единственная из всех клубов ПФЛ, сумела неожиданно обыграть «Невских» на их поле. В результате на финише «Невский» и «Спорт» набрали одинаковое количество очков и по взаимной договорённости провели дополнительный матч за второе место. Он не был изначально предусмотрен регламентом турнира и, по существу, являлся товарищеским; однако стал де-факто частью соревнований, поскольку именно по его результату был объявлен серебряный призёр чемпионата.

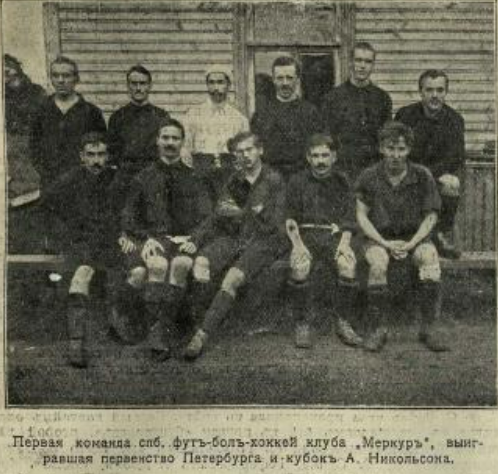
«Меркур»

#### Турнирная таблица
| № | Команды    | 1   | 2   | 3   | 4    | 5   | 6   | 7    | В | Н | П | М       | О  |
| - | ---------- | --- | --- | --- | ---- | --- | --- | ---- | - | - | - | ------- | -- |
|   | «Меркур»   |     | 3:1 | 6:1 | 3:2  | 2:1 | 7:1 | 6:0  | 6 | 0 | 0 | 27 — 6  | 12 |
|   | «Невский»  | 1:3 |     | 3:1 | 4:2  | 2:3 | 6:2 | 7:0  | 4 | 0 | 2 | 23 — 11 | 8  |
|   | «Спорт»    | 1:6 | 1:3 |     | 3:2  | 4:1 | 5:3 | 2:0  | 4 | 0 | 2 | 16 — 15 | 8  |
| 4 | «Унитас»   | 2:3 | 2:4 | 2:3 |      | 6:3 | 2:1 | 14:0 | 3 | 0 | 3 | 28 — 14 | 6  |
| 5 | «Нарва»    | 1:2 | 3:2 | 1:4 | 3:6  |     | 1:4 | 6:0  | 2 | 0 | 4 | 15 — 18 | 4  |
| 6 | «Коломяги» | 1:7 | 2:6 | 3:5 | 1:2  | 4:1 |     | 2:0  | 2 | 0 | 4 | 13 — 21 | 4  |
| 7 | «Нева»     | 0:6 | 0:7 | 0:2 | 0:14 | 0:6 | 0:2 |      | 0 | 0 | 6 | 0 — 37  | 0  |

#### Матчи
| 6 авг | «Спорт» | 5:3     | «Коломяги»   | Поле «Спорта» |
| |         | (отчёт) | - С.Филиппов |               |
| «Спорт»: Нагорский - Курзнер, Марков - Уверский, Кожевников, Кушель - И.Егоров, П.Сорокин, Е.Лапшин, Суворов, Удальцов «Коломяги»: Шюман - В.Кораблёв, Крамерс - П.Кораблёв, М.Яковлев, И.Бобков - В.Крутов, Сагайдачный, А.Филиппов, А.Прокофьев, С.Филиппов |         |         |              |               |

| 28 авг | «Меркур» | 3:1     | «Невский» | Поле «Меркура» |
| |          | (отчёт) |           |                |
| «Меркур»: Коробицын - В.Шаверин, Я.Белобородов - Будзинский, Северов, Власенко - Н.Жуков, Тилленберг, Самойлов, Данкер, М.Соловьев «Невский»: Гринальш - Мэтти, Монро - Дж.Филлипс, Стэнфорд, Хилл - Пельтенбург, Стромбург, В.Смолл, Шварсалон, А.Хендерсон |          |         |           |                |

| 28 авг | «Унитас» | 6:3 | «Нарва» | Поле «Унитаса» |

| 4 сен | «Меркур» | 6:1     | «Спорт» | Поле «Спорта»      |
| |          | (отчёт) |         | Судья: Б.Евангулов |
| «Меркур»: Коробицын - П.Новиков, Я.Белобородов - Будзинский, Северов, Власенко - Н.Жуков, Тилленберг, Самойлов, Данкер, М.Соловьев «Спорт»: Нагорский - И.Попов, Марков - Машковцев, Кожевников, Кушель - И.Егоров, П.Сорокин, Прянишников, Г.Никитин, Е.Лапшин |          |         |         |                    |

| 4 сен | «Невский» | 6:2 | «Коломяги» | Поле «Невских» |
| «Коломяги»: Шюман - В.Кораблёв, Крамерс - П.Кораблёв, М.Яковлев, И.Бобков - Н.Соловьев, Стариков, А.Филиппов, А.Прокофьев, Эр.Эммерих |           |     |            |                |

| 4 сен | «Нарва» | 6:0 | «Нева» | Поле «Нарвы» |

| 8 сен | «Спорт» | 4:1     | «Нарва» | Поле «Спорта» |
| |         | (отчёт) |         |               |
| «Спорт»: Нагорский - Поплескин, Марков - Уверский, Кожевников, Кушель - И.Егоров, П.Сорокин, Е.Лапшин, Г.Никитин, Удальцов «Нарва»: Л.Соколов - Е.Тарасов, Теодорович - Гаевский, Каракосов, Березин - Н.Хрусталёв, Петухов, А.Васильев, Варзар, Миллер |         |         |         |               |

| 8 сен | «Унитас» | 2:1     | «Коломяги» | Поле «Унитаса» |
| |          | (отчёт) |            |                |
| «Унитас»: Потапов - П.Соколов, Латонин - Комиссаров, Хромов, Гудимов - Белоусов, Евсиков, В.Бутусов, Зиккель, А.Иванов «Коломяги»: Шюман - В.Кораблёв, Войцеховский - П.Кораблёв, М.Яковлев, И.Бобков - Н.Соловьев, Стариков, А.Филиппов, Сагайдачный, С.Филиппов |          |         |            |                |

| 8 сен | «Невский» | 7:0 | «Нева» | Поле «Невы» |

| 11 сен | «Невский»            | 3:1     | «Спорт» | Поле «Спорта» |
| | - А.Хендерсон (1:1)′ | (отчёт) |         |               |
| «Невский»: Гринальш - Мосс, Бьюкенен - Дж.Филлипс, Стэнфорд, Мэтти - Пельтенбург, В.Смолл, Монро, Хилл, А.Хендерсон «Спорт»: Нагорский - Поплескин, Марков - Уверский, Кожевников, Кушель - И.Егоров, П.Сорокин, Е.Лапшин, Г.Никитин, Удальцов |                      |         |         |               |

| 11 сен | «Меркур» | 7:1     | «Коломяги» | Поле «Меркура» |
| |          | (отчёт) |            |                |
| «Меркур»: Моден - П.Новиков, Я.Белобородов - Будзинский, Северов, Кривдин - Н.Жуков, Тилленберг, Самойлов, Данкер, М.Соловьев «Коломяги»: Шюман - В.Кораблёв, Войцеховский - П.Кораблёв, М.Яковлев, И.Бобков - В.Крутов, А.Филиппов, Сагайдачный, Ал.Гюлих, С.Филиппов |          |         |            |                |

| 11 сен | «Унитас» | 14:0    | «Нева» | Поле «Невы» |
|        |          | (отчёт) |        |             |

| 14 сен | «Меркур» | 6:0     | «Нева» | Поле «Меркура» |
| |          | (отчёт) |        |                |
| «Меркур»: Коробицын - В.Шаверин, Я.Белобородов - Власенко, Северов, С.Шаверин - Н.Жуков, Савельев, Самойлов, Данкер, М.Соловьев «Нева»: Кокс - Д.Максвелл, Ивли - А.Ферли, Кинг, Дункан - Гаген-Торн, Стед, Мартин, А.Даунгам, Ф.Болл |          |         |        |                |

| 14 сен | «Спорт»                    | 3:2     | «Унитас» | Поле «Спорта» |
| | - Кожевников (2:1)′ (пен.) | (отчёт) |          |               |
| «Спорт»: Нагорский - Поплескин, Марков - Уверский, Кожевников, Кушель - И.Егоров, П.Сорокин, Е.Лапшин, Г.Никитин, Суворов «Унитас»: Потапов - П.Соколов, Латонин - Эндрю, Хромов, Комиссаров - Белоусов, Евсиков, В.Бутусов, В.Иванов, А.Иванов |                            |         |          |               |

| 14 сен | «Коломяги» | 4:1 | «Нарва» | Поле «Коломяг» |
| «Коломяги»: Шюман - В.Кораблёв, Войцеховский - П.Кораблёв, М.Яковлев, И.Бобков - В.Крутов, А.Филиппов, Сагайдачный, Ал.Гюлих, С.Филиппов |            |     |         |                |

| 18 сен | «Меркур»                                 | 3:2     | «Унитас»                             | Поле «Меркура» |
| | - Данкер (1:1)′ (2:1)′ - ? (3:1)′ (пен.) | (отчёт) | - (0:1)′ В.Бутусов - (3:2)′ (пен.) ? | Судья: Шусмит  |
| «Меркур»: Коробицын - В.Шаверин, Я.Белобородов - Андрианов, Северов, Власенко - Н.Жуков, Тилленберг, Самойлов, Данкер, М.Соловьев «Унитас»: Потапов - П.Соколов, Латонин - А.Блинков, Хромов, Комиссаров - Эндрю, Белоусов, В.Бутусов, В.Иванов, А.Иванов |                                          |         |                                      |                |

| 18 сен | «Коломяги» | 2:0     | «Нева» | Поле «Коломяг» |
| |            | (отчёт) |        |                |
| «Коломяги»: Шюман - В.Кораблёв, Войцеховский - П.Кораблёв, М.Яковлев, И.Бобков - В.Крутов, А.Филиппов, Сагайдачный, Ал.Гюлих, С.Филиппов «Нева»: |            |         |        |                |

| 18 сен | «Нарва» | 3:2     | «Невский» | Поле «Невских» |
| |         | (отчёт) |           |                |
| «Нарва»: Л.Соколов - Е.Тарасов, Теодорович - Гаевский, Каракосов, Березин - Н.Хрусталёв, Петухов, Мельников, Варзар, Миллер · «Невский»: Гринальш - Мосс, Бьюкенен 10' - Дж.Филлипс, Стэнфорд, Мэтти - Пельтенбург, Шварсалон, Монро, Хилл, А.Хендерсон |         |         |           |                |

| 25 сен | «Спорт» | 2:0 | «Нева» | Поле «Невы» |
| «Спорт»: Нагорский - Курзнер, Марков - Уверский, Кожевников, Кушель - И.Егоров, П.Сорокин, Е.Лапшин, Г.Никитин, Суворов |         |     |        |             |

| 25 сен | «Меркур» | 2:1     | «Нарва» | Поле «Нарвы» |
| |          | (отчёт) |         |              |
| «Меркур»: Коробицын - В.Быстров, Я.Белобородов - Андрианов, Северов, Власенко - Н.Жуков, Тилленберг, Самойлов, Данкер, М.Соловьев «Нарва»: Л.Соколов - Каракосов, Теодорович - Гаевский, Петухов, Березин - Н.Хрусталёв, Чечот, Мельников, Варзар, Миллер |          |         |         |              |

| 25 сен | «Невский» | 4:2     | «Унитас» | Поле «Невских» |
| |           | (отчёт) |          |                |
| «Невский»: Гринальш - Мосс, Мэтти - Стивенс, Дж.Филлипс, Хилл - Пельтенбург, Г.Керкман, Монро, Гибсон, А.Хендерсон «Унитас»: Потапов - П.Соколов, Латонин - А.Блинков, Хромов, Большаков - Эндрю, Белоусов, В.Бутусов, В.Иванов, А.Иванов |           |         |          |                |

| 16 окт | «Невский» | 3:2     | «Спорт» | Поле «Невских» |
| |           | (отчёт) |         | Судья: А.Шульц |
| «Невский»: Гринальш - Мосс, Мэтти - Г.Керкман, Монро, Хилл - Пельтенбург, В.Смолл, М.Евангулов, Шварсалон, Гибсон «Спорт»: Нагорский - Курзнер, Марков - Кожевников, Поплескин, Кушель - И.Егоров, П.Сорокин, Е.Лапшин, Хмелевский, Суворов |           |         |         |                |

### Кубок Аспдена
Клубы ПФЛ разыграли далее свое первенство с учётом результатов кубка Макферсона (1 круг). «Спорт» сумел стать победителем, хотя и был в последнем матче разгромлен «Унитасом» 2:5.

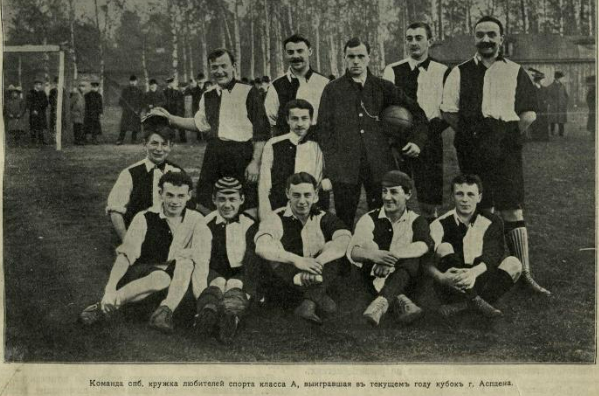
«Спорт»

#### Турнирная таблица
| № | Команды    | 1       | 2       | 3       | 4       | В | Н | П | М       | О  |
| - | ---------- | ------- | ------- | ------- | ------- | - | - | - | ------- | -- |
|   | «Спорт»    |         | 3:2 2:5 | 5:3 3:2 | 4:1 7:3 | 5 | 0 | 1 | 24 — 16 | 10 |
|   | «Унитас»   | 5:2 2:3 |         | 2:1 2:2 | 6:3 4:3 | 4 | 1 | 1 | 21 — 14 | 9  |
|   | «Коломяги» | 2:3 2:5 | 2:2 1:2 |         | 4:1 2:6 | 1 | 1 | 4 | 13 — 19 | 3  |
| 4 | «Нарва»    | 3:7 1:4 | 3:4 3:6 | 6:2 1:4 |         | 1 | 0 | 5 | 17 — 27 | 2  |

#### Матчи
| 9 окт | «Спорт»     | 7:3     | «Нарва» | Поле «Нарвы» |
| | - П.Сорокин | (отчёт) |         |              |
| «Спорт»: Нагорский - Курзнер, Марков - Уверский, Поплескин, Кушель - И.Егоров, П.Сорокин, Е.Лапшин, Кожевников, Суворов «Нарва»: Л.Соколов - Чечот, Теодорович - Гаевский, Петухов, Пуринг - Н.Хрусталёв, Мельников, Варзар, Арсеньев, Миллер |             |         |         |              |

| 9 окт | «Коломяги» | 2:2     | «Унитас» | Поле «Коломяг» |
| |            | (отчёт) |          |                |
| «Коломяги»: Шюман - В.Кораблёв, Войцеховский - П.Кораблёв, М.Яковлев, И.Бобков - Н.Соловьев, Эр.Эммерих, А.Филиппов, А.Прокофьев, С.Филиппов «Унитас»: Е.Детлов - П.Соколов, Цагин - А.Блинков, Сазонов, Комиссаров - Белоусов, Эндрю, В.Бутусов, В.Иванов, А.Иванов |            |         |          |                |

| 15 авг | «Спорт» | 3:2     | «Коломяги» | Поле «Коломяг» |
| |         | (отчёт) |            |                |
| «Спорт»: Закуринов - Курзнер , Марков - Уверский, Кожевников, Поплескин - И.Егоров, П.Сорокин, Е.Лапшин, Г.Никитин, Суворов · «Коломяги»: Шюман - В.Кораблёв, Крамерс - П.Кораблёв, М.Яковлев, И.Бобков - В.Крутов, Сагайдачный, А.Филиппов, А.Прокофьев , С.Филиппов |         |         |            |                |

| 16 окт | «Унитас» | 4:3 | «Нарва» | Поле «Нарвы»    |
| |          |     |         | Судья: Метцгерь |
| «Унитас»: Потапов - П.Соколов, Комиссаров - Белоусов, Н.Детлов, Кудрявцев - Евсиков, Эндрю, В.Бутусов, В.Иванов, А.Иванов «Нарва»: Л.Соколов - Чечот, Теодорович - Гаевский, Петухов, Пуринг - Н.Хрусталёв, Мельников, Варзар, Арсеньев, Миллер |          |     |         |                 |

| 23 окт | «Нарва» | 6:2     | «Коломяги» | Поле «Нарвы» |
| |         | (отчёт) |            |              |
| «Нарва»: Л.Соколов - Абрамов, Теодорович - Гаевский, Петухов, Березин - Н.Хрусталёв, Мельников, Варзар, Арсеньев, Миллер «Коломяги»: Шюман - В.Кораблёв, Войцеховский - П.Кораблёв, М.Яковлев, И.Бобков - Н.Соловьев, Стариков, А.Филиппов, А.Прокофьев, Эр.Эммерих |         |         |            |              |

| 23 окт | «Унитас»                    | 5:2     | «Спорт» | Поле «Унитаса» |
| | - В.Бутусов (1:0)′ - Хромов | (отчёт) |         |                |
| «Унитас»: Потапов - Цагин, Латонин - Белоусов, Хромов, Сазонов - Эндрю, Н.Луговской, В.Бутусов, Евсиков, В.Иванов «Спорт»: Закуринов - Курзнер, Марков - Кожевников, Машковцев, Кушель - И.Егоров, П.Сорокин, Е.Лапшин, Г.Никитин, Суворов |                             |         |         |                |

### Кубок Николсона

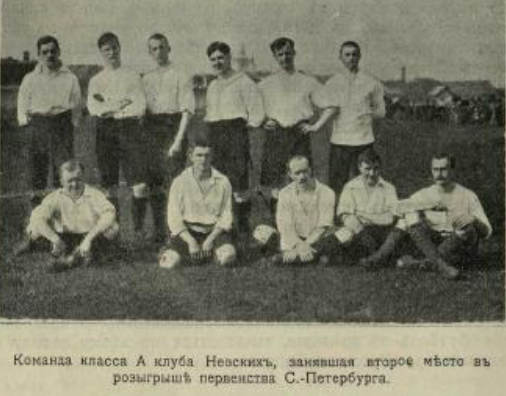
«Невский»

Так же разыграли свой отдельный чемпионат и три клуба ВОФЛ — и здесь первенствовал «Меркур», сумевший в этом сезоне победить во всех турнирах, в которых участвовал (весеннем кубке ВОФЛ, кубках Макферсона и Николсона) и одержать в них 13 побед подряд (лишь последний матч «Невский» сумел свести вничью на своем поле).

#### Турнирная таблица
| № | Команды   | 1       | 2       | 3       | В | Н | П | М      | О |
| - | --------- | ------- | ------- | ------- | - | - | - | ------ | - |
|   | «Меркур»  |         | 3:1 1:1 | 6:0     | 3 | 1 | 0 | 16 — 2 | 7 |
|   | «Невский» | 1:1 1:3 |         | 3:1 7:0 | 2 | 1 | 1 | 12 — 5 | 5 |
|   | «Нева»    | 0:6     | 0:7 1:3 |         | 0 | 0 | 4 | 1 — 22 | 0 |

#### Матчи
| 9 окт | «Невский» | 3:1     | «Нева» | Поле «Невских» |
| | - Монро   | (отчёт) |        |                |
| «Невский»: Дингли - Мосс, Мэтти - Г.Керкман, Хилл, Стивен - Пельтенбург, Гибсон, Монро, Шварсалон, А.Хендерсон |           |         |        |                |

| 16 окт | «Меркур» | 6:0     | «Нева» | Поле «Невы» |
| |          | (отчёт) |        |             |
| «Меркур»: Коробицын - Л.Ганзен, Я.Белобородов - Андрианов, Северов, Власенко - Н.Жуков, Тилленберг, Самойлов, Данкер, М.Соловьев «Нева»: Блэр - Д.Максвелл, Кинг - Годфри, Шусмит, Э.Даунгам - А.Даунгам, Палмер, Говард, Гаген-Торн |          |         |        |             |

| 25 окт | «Невский» | 1:1 | «Меркур» | Поле «Невских» |
| «Меркур»: Коробицын - Л.Ганзен, Я.Белобородов - Андрианов, Северов, Власенко - Н.Жуков, Тилленберг, Самойлов, Данкер, Савельев |           |     |          |                |

## Низшие уровни

### Класс «Б»
Победитель — «Триумф»
2. «Кениг»   3. «Петровский»   4. «Павловск»   5. «Никольский»  6. «Кречет»  7. «Северный банк» 8. «Озерки»

### Класс «А» (II команды)
Победитель — «Спорт»—II
2. «Унитас»—II   3. «Нарва»—II   4. «Меркур»—II  5. «Коломяги»—II

### Класс «Б» (II команды)
Победитель — «Триумф»—II
2. «Петровский»—II   3. «Кречет»—II   4. «Никольский»—II  5.«Павловск»—II  6.«Северный банк»—II  7.«Озерки»—II

### Класс «А» (III команды)
Победитель — «Спорт»—III
2. «Унитас»—III   3. «Меркур»—III   4. «Коломяги»—III  5. «Нарва»—III